# Örs vezér tere (metropolitana di Budapest)
Örs vezér tere è una stazione della linea M2 della metropolitana di Budapest.
Si tratta di una stazione di superficie che funge da capolinea della linea. A pochi metri di distanza sorge la stazione di una linea della HÉV, locale servizio ferroviario suburbano, la quale collega questa zona con la cittadina di Gödöllő. Oltre a ciò, nei pressi dell'omonima piazza, sono presenti un centro commerciale e collegamenti con numerose linee di bus filobus e tram.
È operativa dall'anno 1970, come tutto il tratto compreso fra Deák Ferenc tér e la stessa Örs vezér tere.
La piattaforma è unica e centrale, con binari ai lati.